# Anthony Quinn

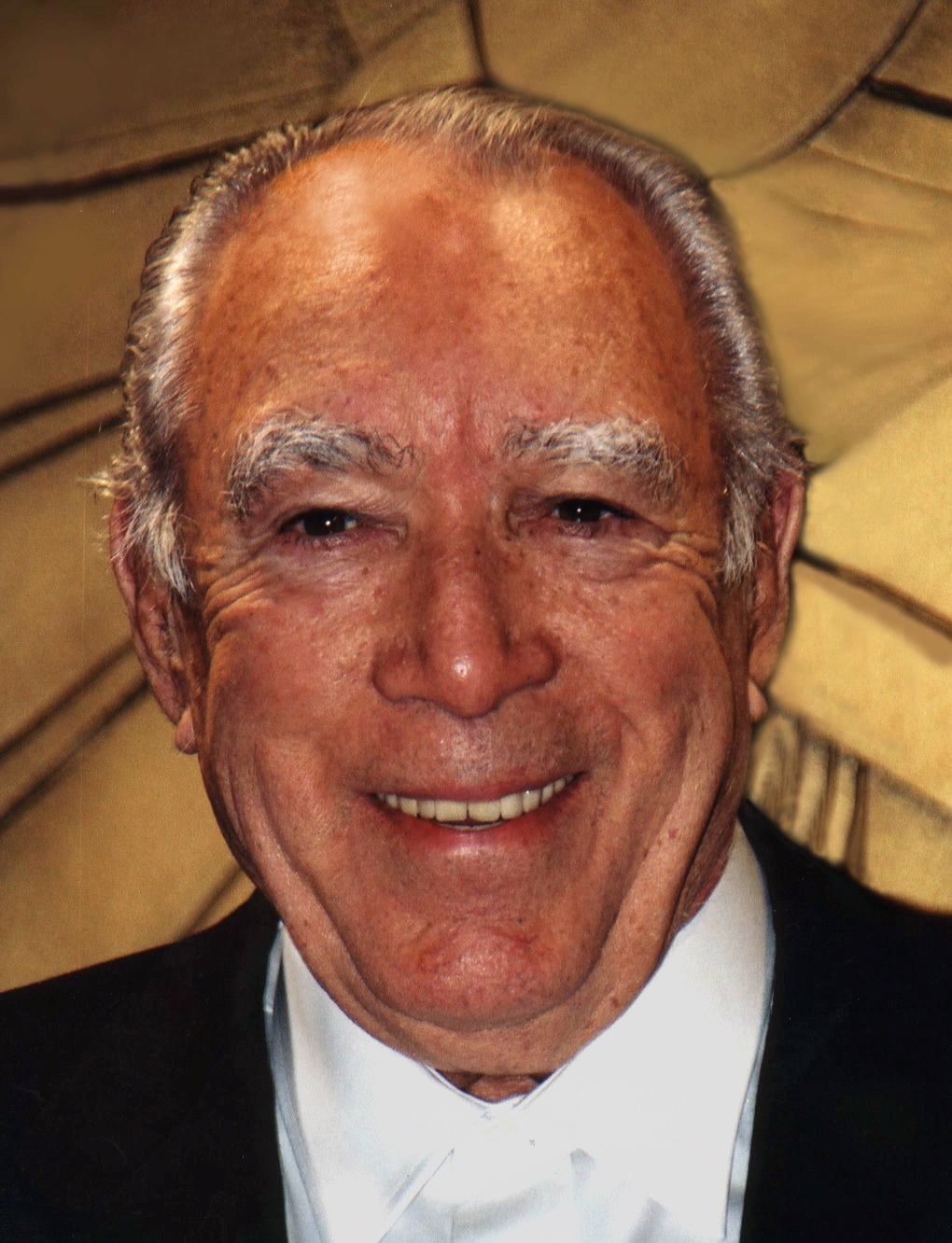
Anthony Quinn, 2000

Anthony Quinn (eigentlich Antonio Rodolfo Quinn Oaxaca; * 21. April 1915 in Chihuahua, Mexiko; † 3. Juni 2001 in Boston, Massachusetts) war ein mexikanisch-US-amerikanischer Filmschauspieler. Vor allem während der 1950er und 1960er Jahre zählte Quinn zu den führenden internationalen Charakterdarstellern und spielte Hauptrollen in Filmklassikern wie La Strada oder Alexis Sorbas.

## Leben
Anthony Quinns Vater Frank, dessen Vater in Irland geboren wurde, kämpfte während der Mexikanischen Revolution für Pancho Villa. Seine Mutter war eine 15-jährige Mexikanerin. Als der Vater als verschollen galt, reiste die Mutter mit dem kleinen Anthony illegal über die mexikanisch-US-amerikanische Grenze und ließ sich in der Nähe von Hollywood nieder. Hier trafen sie später wieder mit Quinns Vater Frank zusammen, der damals als Kameramann in Hollywood arbeitete, bis er 1927 bei einem Autounfall ums Leben kam. Daraufhin musste der erst zwölfjährige Anthony zum Lebensunterhalt beitragen und arbeitete in den nächsten Jahren unter anderem als Zeitungsjunge, Schuhputzer, Wasserträger, Fensterputzer, Schlachthausarbeiter, Maurer, Straßenprediger, Boxer und Zuschneider in einer Textilfabrik.
Seine Künstlerkarriere begann der 1,88 Meter große Quinn aber nicht als Schauspieler, sondern als Bildhauer. Bereits im Alter von elf Jahren erhielt er einen Preis für eine Skulptur. Er war auch ein begeisterter Saxophonspieler und gründete eine eigene Band. Später studierte er Architektur mit einem Stipendium bei Frank Lloyd Wright. Beide entwickelten ein persönliches Verhältnis zueinander, und Lloyd Wright bezahlte dem damals 17-jährigen Quinn eine Operation an der Zunge, die einen Sprachfehler behob. Zusätzlich zur Operation erhielt Quinn therapeutischen Sprachunterricht, der sein Interesse an der Schauspielerei weckte. Zwei Jahre später gab er sein Theaterdebüt neben Mae West in dem Schauspiel Clean Beds.
Seine Karriere beim Film begann er mit Nebenrollen, in denen er meist Indianer oder Mexikaner darstellte, so auch in Cecil B. DeMilles Western Der Held der Prärie. Während der Dreharbeiten lernte er Katherine DeMille kennen, die Adoptivtochter des Regisseurs. Sie heirateten am 5. Oktober 1937 und hatten zusammen fünf Kinder. Der erstgeborene Sohn Christopher ertrank 1941 in einem Teich auf dem Anwesen des Schauspielers W. C. Fields. Im Jahr 1965 wurde die Ehe nach einer Affäre Quinns mit Yolanda Addolori, seiner späteren zweiten Ehefrau (Hochzeit 1966), geschieden. Mit dieser hatte er drei weitere Kinder, darunter die Schauspieler Francesco und Daniele.
Im Jahre 1940 erhielt Quinn die US-amerikanische Staatsbürgerschaft. Bis dahin hatte er schon in über einem Dutzend Filmen in Nebenrollen gespielt. Der berühmte Schwiegervater war ihm dabei keine Hilfe, denn er tat nichts, um Quinn zu unterstützen. So schlug sich der Schauspieler bis Ende der 1940er Jahre weiter mit Nebenrollen in diversen Filmen durch. Im Jahre 1947 begann sich das Blatt dann zu seinen Gunsten zu wenden, als er von Marlon Brando die Hauptrolle in dem am New Yorker Broadway aufgeführten Theaterstück Endstation Sehnsucht übernahm. Der Regisseur des Stückes, Elia Kazan, gab dem neuen Theaterstar eine Nebenrolle an der Seite von Brando in dem Film Viva Zapata!, wofür er einen Oscar als bester Nebendarsteller erhielt.

„Ich habe vielleicht 300 Filme gedreht. In den ersten zehn Jahren war ich in Hollywood bei praktisch allen Studios unter Vertrag. Ich war ein Nebendarsteller. Ich bekam zwei Oscars. Aber ich mag diesen Titel nicht: Supporting actor – einer, der den Star unterstützt. Es gibt wunderbare Schauspieler, die niemals Stars werden, weil sie Latinos sind. Ich kämpfte für meinen Platz. Ich verließ Amerika und drehte in Italien, Ungarn und Griechenland.“

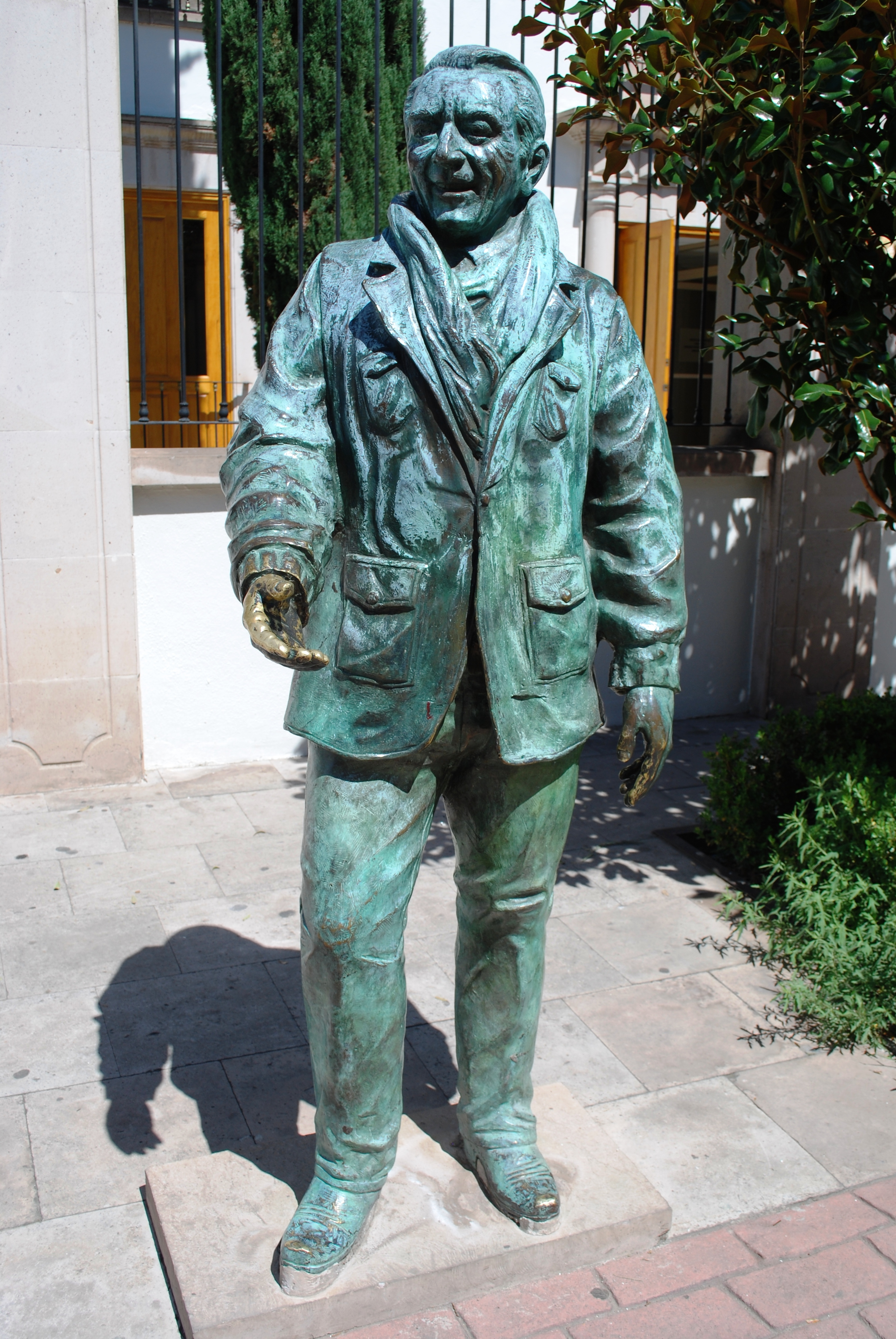
Statue von Anthony Quinn, Victoria de Durango, Mexiko

Danach stieg Quinn schnell zum Hauptdarsteller auf, spielte in Italien für Federico Fellini in dem Film La Strada – Das Lied der Straße den Schausteller Zampanò und später in Vincent van Gogh – Ein Leben in Leidenschaft den Maler Gauguin. Für seine Darstellung von Gauguin erhielt er seinen zweiten Oscar. Im selben Jahr spielte er in dem Leinwand-Klassiker Der Glöckner von Notre Dame den Glöckner Quasimodo.
Im Jahr 1958 versuchte sich Quinn als Regisseur mit dem Film König der Freibeuter an einer Neuverfilmung von Der Freibeuter von Louisiana, den sein Schwiegervater 20 Jahre zuvor gedreht hatte und bei dem er ihn in einer Nebenrolle besetzt hatte. Der Film war ein Flop, und Quinn arbeitete danach nie wieder als Regisseur.
Sechs Jahre später (1964) spielte Quinn in Michael Cacoyannis’ Film Alexis Sorbas die Titelrolle des weisen Landarbeiters und Lebenskünstlers. Mit dieser Rolle wurde Quinn später am meisten identifiziert, und sie wurde zum Archetyp für fast alle weiteren Rollen, die er später noch spielte. 1985 kehrte er noch einmal an den Broadway zurück, um für eine erfolgreiche Saison die berühmt gewordene Figur in einem Zorbas-Musical darzustellen. Mit seiner früheren Sekretärin, mit der er von 1997 bis zu seinem Tod im Juni 2001 liiert war, hatte er zwei weitere Kinder. Quinn starb im Alter von 86 Jahren in Boston an Lungenversagen infolge einer Lungenentzündung.

## Sonstiges
Quinn schrieb mehrere Bücher und veröffentlichte 1972 seine Memoiren mit dem Titel Der Kampf mit dem Engel. Auch als Maler, Bildhauer sowie als Designer von Schmuck und Uhren war er erfolgreich.

## Filmografie (Auswahl)
Schauspieler
- 1936: Ausgerechnet Weltmeister (The Milky Way)
- 1936: Der Held der Prärie (The Plainsman)
- 1937: Swing High, Swing Low
- 1937: Waikiki Wedding
- 1938: Der Freibeuter von Louisiana (The Buccaneer)
- 1939: Union Pacific
- 1940: Im Taumel der Weltstadt (City for Conquest)
- 1940: Der Weg nach Singapur (Road to Singapore)
- 1941: Sein letztes Kommando (They Died with Their Boots On)
- 1941: König der Toreros (Blood and Sand)
- 1941: Keine Blumen für O’Hara (Bullets For O’Hara)
- 1942: Die fröhliche Gauner GmbH (Larceny, Inc.)
- 1942: Der Weg nach Marokko (Road to Morocco)
- 1942: Der Seeräuber (The Black Swan)
- 1943: Ritt zum Ox-Bow (The Ox-Bow Incident)
- 1943: Guadalkanal – die Hölle im Pazifik (Guadalcanal Diary)
- 1944: Irish Eyes Are Smiling
- 1944: Buffalo Bill, der weiße Indianer (Buffalo Bill)
- 1945: Am Himmel von China (China Sky)
- 1945: Stahlgewitter (Back to Bataan)
- 1947: California – Regie: John Farrow
- 1947: Sindbad der Seefahrer (Sindbad the Sailor)
- 1947: Black Gold
- 1947: Tycoon
- 1951: Frauen und Toreros (The Brave Bulls)
- 1951: Der Rächer von Casamare (Mask of the Avenger)
- 1951: Viva Zapata!
- 1952: Gegen alle Flaggen (Against all Flags)
- 1952: Sturmfahrt nach Alaska (The World in His Arms)
- 1952: Der Brigant (The Brigand)
- 1953: Gefangene des Dschungels (East of Sumatra)
- 1953: Verwegene Gegner (Ride, Vaquero!)
- 1953: Wilde Glut (Blowing Wild)
- 1953: Seminola (Seminole)
- 1953: Die Stadt unter dem Meer (City beneath the Sea)
- 1953: Sizilianische Leidenschaft (Cavalleria rusticana)
- 1954: Das lange Warten (The Long Wait)
- 1954: Die Verrufenen (Donne proibite)
- 1954: La Strada – Das Lied der Straße (La strada)
- 1954: Attila, die Geißel Gottes (Attila, flagello di dio)
- 1954: Die Fahrten des Odysseus (Ulysses)
- 1955: Die sieben goldenen Städte (Seven Cities of Gold)
- 1955: Nackte Straßen (The Naked Street)
- 1955: Die Nacht gehört uns (The Magnificent Matador)
- 1956: Der Glöckner von Notre Dame (Notre-Dame de Paris)
- 1956: Wilde Nacht (The Wild Party)
- 1956: Vincent van Gogh – Ein Leben in Leidenschaft (Lust for Life)
- 1956: Der Mann von Del Rio (The Man from Del Rio)
- 1957: Der Ritt zurück (The Ride Back)
- 1957: Wild ist der Wind (Wild ist the Wind)
- 1957: Flucht nach Mexiko (The River’s Edge)
- 1958: Die schwarze Orchidee (The Black Orchid)
- 1958: Hitzewelle (Hot spell)
- 1959: Der letzte Zug von Gun Hill (Last Train from Gun Hill)
- 1959: Warlock
- 1960: Die Dame und der Killer (Heller in Pink Tights)
- 1960: Im Land der langen Schatten (Ombre bianche)
- 1960: Geheimnis der Dame in Schwarz (Portrait in Black)
- 1961: Die Kanonen von Navarone (The Guns of Navarone)
- 1961: Barabbas (Barabbà)
- 1961: Faust im Gesicht (Requiem for a Heavyweight)
- 1962: Lawrence von Arabien (Lawrence of Arabia)
- 1964: Der Besuch (La vendetta della signora)
- 1964: Deine Zeit ist um (Behold a Pale Horse)
- 1964: Alexis Sorbas (Zorba The Greek)
- 1965: Sturm über Jamaika (A High Wind in Jamaica)
- 1965: Im Reich des Kublai Khan (La fabuleuse aventure de Marco Polo)
- 1966: Sie fürchten weder Tod noch Teufel (Lost Command)
- 1967: Die 25. Stunde (La 25ième heure)
- 1967: Die Meute (The Happening) – Regie: Elliot Silverstein
- 1967: Ich komme vom Ende der Welt (L’Avventuriero)
- 1967: San Sebastian (La bataille de San Sebastian)
- 1968: In den Schuhen des Fischers (The Shoes of the Fisherman)
- 1968: Teuflische Spiele (The Magus) – Regie: Guy Green
- 1969: Das Geheimnis von Santa Vittoria (The Secret of Santa Vittoria)
- 1969: Matsoukas, der Grieche (A Dream of Kings)
- 1970: Die Frau des anderen (A Walk in the Spring Rain)
- 1970: Kampf den Talaren (Revolutions per Minute)
- 1970: Der Indianer (Flap)
- 1971: The City
- 1972: Straße zum Jenseits (Across 110th Street)
- 1972: Das Lied von Mord und Totschlag (Los amigos)
- 1973: Der Don ist tot (The Don Is Dead)
- 1974: Fluchtpunkt Marseille (The Marseille Contract)
- 1976: Bluff (Bluff storia di truffe e di imbroglioni)
- 1976: Mohammed – Der Gesandte Gottes (Al-Risalah)
- 1976: Das Erbe der Ferramonti (L’eredita Ferramonti)
- 1977: Jesus von Nazareth (Gesu di Nazareth) (Fernseh-Miniserie)
- 1977: Auf der Fährte des Tigers (Target of an Assassin)
- 1978: Der große Grieche (The Greek Tycoon)
- 1978: Die Passage (The Passage)
- 1978: Der Herr der Karawane (Caravans)
- 1979: Die Kinder von Sanchez (The Children of Sanchez)
- 1979: Der Pass des Todes (The Passage)
- 1980: Omar Mukhtar – Löwe der Wüste (Omar Mukhtar – Lion of the Desert)
- 1980: Kennwort: Salamander (The Salamander)
- 1981: Satisfaction (High Risk)
- 1982: Liebe Valentina (Valentina)
- 1982: Regina Roma
- 1987: Onassis, der reichste Mann der Welt (Onassis: The Richest Man in the World)
- 1987: Der Schatz im All (L’isola del tesoro) (Fernseh-Miniserie)
- 1988: Stradivari
- 1988: Ein Leben für die Liebe (Pasion de Hombre)
- 1989: Der alte Mann und das Meer (The Old Man and the Sea) (Fernsehfilm)
- 1990: Mein Geist will immer nur das Eine … (Ghosts Can’t Do It)
- 1990: Revenge – Eine gefährliche Affäre (Revenge)
- 1991: Ein Stern für zwei (A Star for Two)
- 1991: Mama, ich und wir zwei (Only the Lonely)
- 1991: Die wahren Bosse – Ein teuflisches Imperium (Mobsters)
- 1991: Jungle Fever
- 1993: Liebe ist nicht bloß ein Wort (This Can’t Be Love)
- 1993: Last Action Hero
- 1994: Hercules und das Amazonenheer (Hercules and the Amazon Women, Fernsehfilm)
- 1994: Hercules und das vergessene Königreich (Hercules and the Lost Kingdom, Fernsehfilm)
- 1994: Hercules und der flammende Ring (Hercules and the Circle of Fire, Fernsehfilm)
- 1994: Hercules im Reich der toten Götter (Hercules in the Underworld, Fernsehfilm)
- 1994: Hercules im Labyrinth des Minotaurus (Hercules in the Maze of the Minotaur, Fernsehfilm)
- 1994: Hercules (Fernsehserie)
- 1994: Liebe bis zum Tod (Somebody to Love)
- 1995: Dem Himmel so nah (A Walk in the Clouds)
- 1996: Seven Servants
- 1996: Der Untergang der Cosa Nostra (Gotti)
- 2002: Avenging Angelo

Regisseur
- 1958: König der Freibeuter (The Buccaneer)

Archivmaterial
- 2009: My Big Fat Greek Summer (My Life in Ruins) (nicht im Abspann als Alexis Zorbas)

## Auszeichnungen

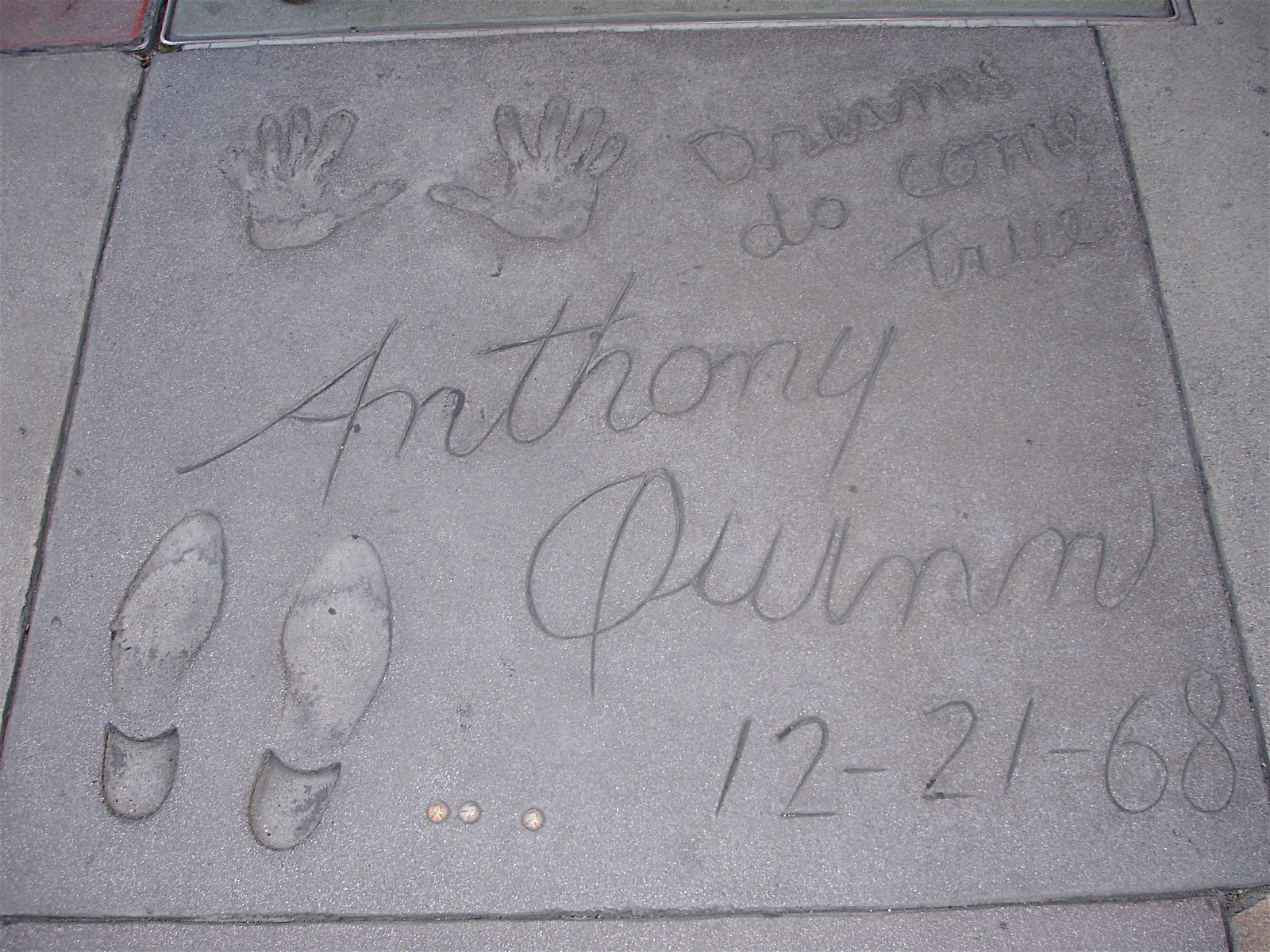
Quinns Hand- und Fußabdrücke außerhalb des TCL Chinese Theatre

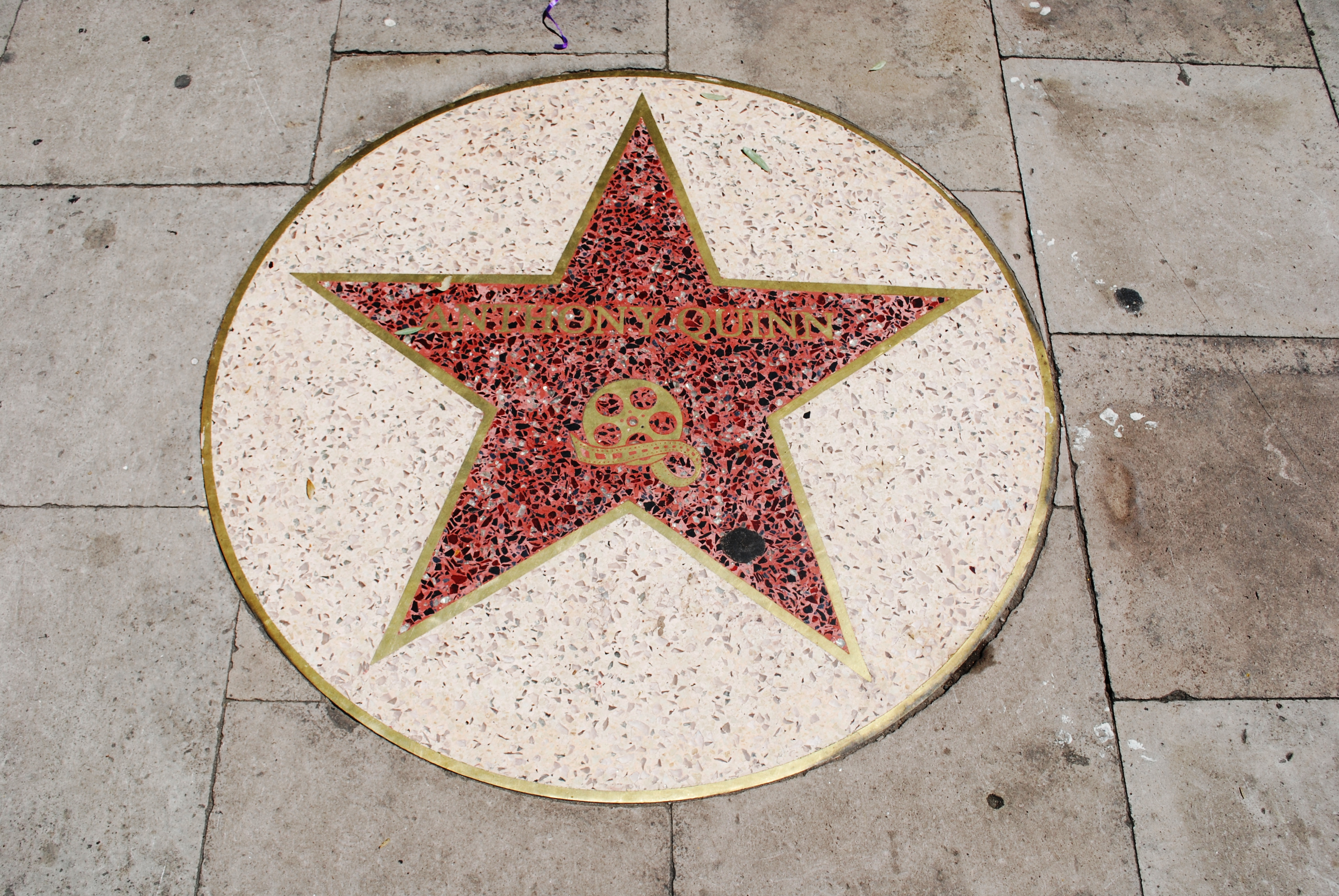
Anthony Quinns Stern, Victoria de Durango, Mexiko

- Oscar 1952 für Viva Zapata! (Bester Nebendarsteller)
- Oscar 1956 für Vincent van Gogh – Ein Leben in Leidenschaft (Bester Nebendarsteller als Paul Gauguin)
- Oscar-Nominierung 1957 für Wild ist der Wind (Bester Hauptdarsteller)
- Oscar-Nominierung 1965 für Alexis Sorbas (Bester Hauptdarsteller)
- Golden Globe 1987; Cecil B. DeMille Award, für sein Lebenswerk
- Goldene-Himbeere-Nominierung 1992 für Die wahren Bosse – Ein teuflisches Imperium (Schlechtester Nebendarsteller)